# Eastleigh
Eastleigh ist eine Eisenbahnstadt in der Grafschaft Hampshire in England und Verwaltungssitz des gleichnamigen Boroughs mit ca. 117.000 Einwohnern. Die Stadt liegt zwischen Southampton und Winchester und ist Teil des Ballungsraums von South Hampshire. Eastleigh erlebte eine rapide Bevölkerungs- und industrielle Entwicklung in den letzten Jahren.

## Söhne und Töchter der Stadt
- Heinz Burt (1942–2000), Pop-Musiker
- Benny Hill (1924–1992), Comedian/Schauspieler
- Margaret Mary Hoffman/Lassiter (* 1945), Kinderbuchautorin
- Jane, Schauspielerin
- David Nicholls (* 1966), Schriftsteller
- Matt Targett (* 1995), Fußballspieler

## Partnerstädte
- Villeneuve-Saint-Georges, Frankreich
- Kornwestheim, Deutschland